# 미들즈브러 FC

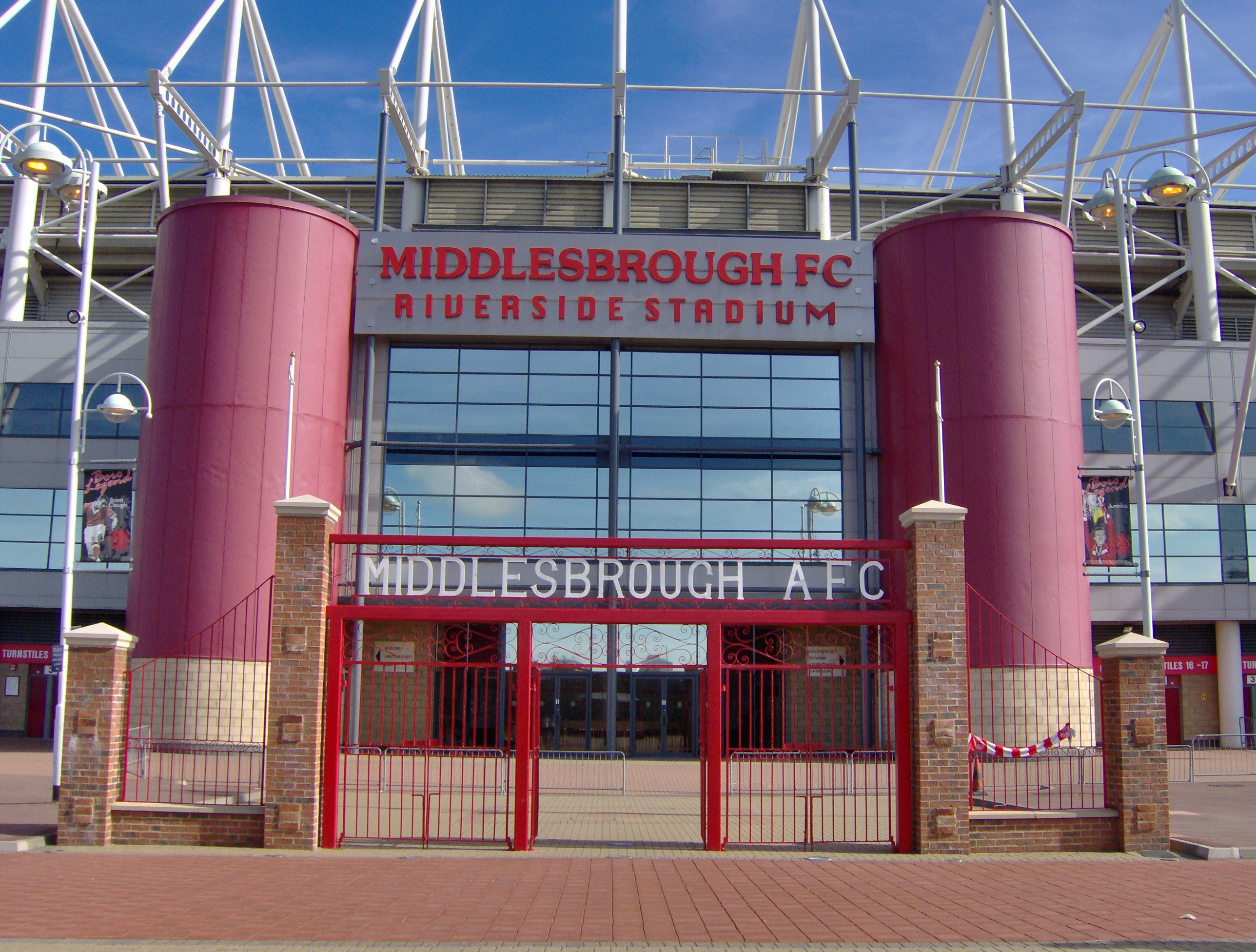

미들즈브러 축구 클럽(Middlesbrough Football Club, i/ˈmɪdəlzbrə/)은 잉글랜드의 축구 팀으로, 보로(Boro)라는 애칭으로 널리 불린다. 미들즈브러의 리버사이드 스타디움을 홈 경기장으로 사용한다.

## 구단 개요
잉글랜드 최북단 대도시인 뉴캐슬지역의 근거리에 있는 미들즈브러를 연고지로 두고 1876년에 창단된 클럽이다. 구단 정식명칭은 미들즈브러 축구클럽(Middlesbrough Football Club)이다. 지역 라이벌로 해안가 북쪽으로 위치한 뉴캐슬 유나이티드와 마찬가지로 근접지역인 선덜랜드이다. 뉴캐슬 유나이티드 FC와는 타인-티스 더비라고 부르며, 선덜랜드 AFC와는 티스-위어 더비라고 부른다. 전 감독은 남대문감독(수비위주로 틀어막는 축구 스타일)이라 불리는 가레스 사우스게이트였다. 미들즈브러에서 선수생활을 하다 은퇴한 다음에 바로 감독이 되었다. 이후의 감독은 고든 스트라칸(Gordon David Strachan)과 토니 모브레이로 바뀌었다.
19세기에 창단된 팀이지만 사실 유럽에선 100년 역사가 넘는 축구팀이 워낙에 많아서 오랜 역사를 가지고 있으나 뚜렸한 자랑할 만한 역사의 기록은 없다. 폼낼만한 역사를 찾자면 우승경력이 있었던 2003-04시즌 칼링컵에서 우승한 것이 여지껏 미들즈브러가 차지한 유일한 메이저 타이틀 우승이다. 또 다른 이슈사항은 클럽 역사상 최고의 외국인 레전드 선수였던 주니뉴 파울리스타를 앞세워 얻어낸 1996-97시즌의 FA컵과 풋볼 리그 컵의 동시 준우승이 경력이 있고, 2005-06시즌의 UEFA컵 준우승을 한 경력이 있다. 참고로 이 때 감독이 유로 2008 예선에서 잉글랜드를 나락으로 빠트렸던 스티브 맥클라렌 감독이다.
국내에선 미들즈브러가 알려진 계기는 2007-08시즌 이동국선수를 영입하면서 한국에서도 큰 관심을 끌었으며, 이로 인해 구단 홈페이지에 한국어를 지원을 하기도 했다. 정규 리그에서는 무득점의 성적과 하부 리그팀을 상대로 컵대회에서 2골의 기록이 유일한 실적으로 1년뒤에 방출이 된다.

## 유니폼

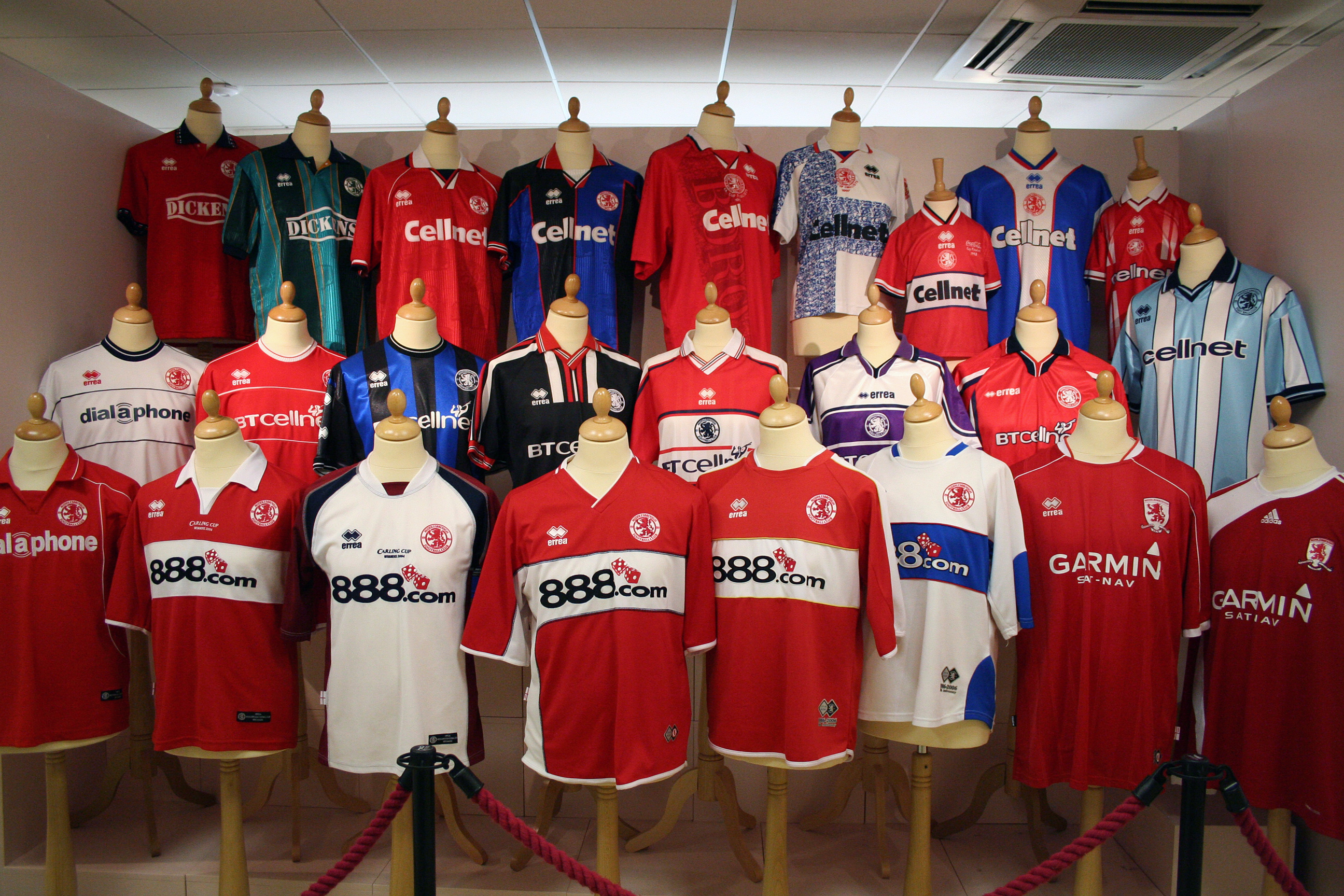
미들즈브러 유니폼, 1994–2010

| 기간      | 제조사   | 후원사          |
| --------- | -------- | --------------- |
| 1976–1977 | 벅타     | 없음            |
| 1977–1980 | 아디다스 | 없음            |
| 1980–1982 | 아디다스 | 닷선 클리블랜드 |
| 1982–1984 | 아디다스 | 맥린 홈즈       |
| 1984–1986 | 험멜     | 카메론즈        |
| 1986–1987 | 험멜     | 딕켄즈          |
| 1987–1988 | 스킬     | 딕켄즈          |
| 1988–1990 | 스킬     | 헤리티지 햄퍼스 |
| 1990–1992 | 스킬     | 이브닝 가제트   |
| 1992–1994 | 애드미럴 | ICI             |
| 1994–1995 | 에레아   | 딕켄즈          |
| 1995–2002 | 에레아   | BT 셀넷         |
| 2002–2004 | 에레아   | 다이얼-a-폰     |
| 2004–2007 | 에레아   | 888.com         |
| 2007–2009 | 에레아   | 가르민          |
| 2009–2010 | 아디다스 | 가르민          |
| 2010–2017 | 아디다스 | 람스덴스        |
| 2017–2018 | 아디다스 | 람스덴스 커렌시 |
| 2018–2022 | 험멜     | 32레드          |
| 2022–     | 에레아   | 유니벳          |

## 역대 성적
리그
- 풋볼 리그 2부 / 챔피언십 (2부)

우승 (4): 1926–27, 1928–29, 1973–74, 1994–95
- 풋볼 리그 2부 / 챔피언십 (2부)

준우승 (3): 1901–02, 1991–92, 1997–98
- 풋볼 리그 3부 (3부)

준우승 (2): 1966–67, 1986–87
- 노던 리그

우승 (3): 1893–94, 1894–95, 1896–97
- 노던 리그

준우승 (3): 1890–91, 1891–92, 1897–98
컵
- FA컵

준우승 (1): 1997
- 리그컵

우승 (1): 2004
- 리그컵

준우승 (2): 1997, 1998
- FA 아마추어컵

우승 (2): 1894–95, 1897–98
국제 대회
- UEFA컵

준우승 (1): 2005-06
- 앵글로-스코티시컵

우승 (1): 1976
- 기린컵

우승 (1): 1980

### 유럽대항전 성적
| 미들즈브러 유럽대항전 성적 | 미들즈브러 유럽대항전 성적 | 미들즈브러 유럽대항전 성적 | 미들즈브러 유럽대항전 성적 | 미들즈브러 유럽대항전 성적 | 미들즈브러 유럽대항전 성적 | 미들즈브러 유럽대항전 성적 | 미들즈브러 유럽대항전 성적 | 미들즈브러 유럽대항전 성적 |
| 시즌                       | 대회                       | 라운드                     | 국가                       | 구단                       | 홈                         | 어웨이                     | 합계                       |                            |
| -------------------------- | -------------------------- | -------------------------- | -------------------------- | -------------------------- | -------------------------- | -------------------------- | -------------------------- | -------------------------- |
| 2004–05                    | UEFA컵                     | 1라운드                    | 체코                       | 바니크 오스트라바          | 3–0                        | 1–1                        | 4–1                        |                            |
| E조                        | 그리스                     | 에갈로                     | —                          | 0–1                        | 1위                        |                            |                            |                            |
| E조                        | 이탈리아                   | 라치오                     | 2–0                        | —                          |                            |                            |                            |                            |
| E조                        | 스페인                     | 비야레알                   | —                          | 0–2                        |                            |                            |                            |                            |
| E조                        | 세르비아                   | 파르티잔 베오그라드        | 3–0                        | —                          |                            |                            |                            |                            |
| 32강                       | 오스트리아                 | 그라츠                     | 2–1                        | 2–2                        | 4–3                        |                            |                            |                            |
| 16강                       | 포르투갈                   | 스포르팅                   | 2–3                        | 0–1                        | 2–4                        |                            |                            |                            |
| 2005–06                    | UEFA컵                     | 1라운드                    | 그리스                     | 스코다 크산티              | 2–0                        | 0–0                        | 2–0                        |                            |
| D조                        | 스위스                     | 그라스호퍼 취리히          | —                          | 0–1                        | 1위                        |                            |                            |                            |
| D조                        | 우크라이나                 | 드니프로                   | 3–0                        | —                          |                            |                            |                            |                            |
| D조                        | 네덜란드                   | AZ 알크마르                | —                          | 0–0                        |                            |                            |                            |                            |
| D조                        | 불가리아                   | 리텍스 로베치              | 2–0                        | —                          |                            |                            |                            |                            |
| 32강                       | 독일                       | 슈투트가르트               | 0–1                        | 2–1                        | 2–2(a)                     |                            |                            |                            |
| 16강                       | 이탈리아                   | 로마                       | 1–0                        | 1–2                        | 2–2(a)                     |                            |                            |                            |
| 8강                        | 스위스                     | 바젤                       | 4–1                        | 0–2                        | 4–3                        |                            |                            |                            |
| 준결승                     | 루마니아                   | 스테우아 부쿠레슈티        | 4–2                        | 0–1                        | 4–3                        |                            |                            |                            |
| 결승                       | 스페인                     | 세비야                     | 0–4                        | 0–4                        | 0–4                        |                            |                            |                            |

## 선수

### 현재 선수 명단
2025년 5월 16일 기준

참고: FIFA 자격 규정에 따라 소속된 국가대표팀 국기를 표시합니다. 선수는 복수의 FIFA 비회원국 국적을 가지고 있을 수 있습니다.
| 번호 | 포지션 | 국적     | 이름                 |
| ---- | ------ | -------- | -------------------- |
| 6    | DF     | 잉글랜드 | 다엘 프라이          |
| 7    | MF     | 잉글랜드 | 헤이든 해크니 (주장) |
| 8    | MF     |          | 라일리 맥그리        |
| 11   | FW     | 잉글랜드 | 모건 휘태커          |
| 16   | MF     | 잉글랜드 | 조니 하우슨          |
| 18   | MF     |          | 에이든 모리스        |
| 19   | MF     | 잉글랜드 | 조쉬 코번            |

| 번호 | 포지션 | 국적 | 이름          |
| ---- | ------ | ---- | ------------- |
| -    | MF     |      | 사무엘 실베라 |

## 역대 감독
| 감독            | 임기        |
| --------------- | ----------- |
| 데이비드 잭     | 1944 ~ 1952 |
| 잭 찰턴         | 1973 ~ 1977 |
| 잭 찰턴(대행)   | 1984        |
| 테리 베너블스   | 2000 ~ 2001 |
| 스티브 매클래런 | 2001 ~ 2006 |
| 마이클 캐릭     | 2022 ~      |